# ديليا سيسسيورينو
ديليا سيسسيورينو (بالرومانية: Delia Sescioreanu)‏ مواليد 16 مارس 1986 في رومانيا، هي لاعبة كرة مضرب رومانية سابقة بدأت مسيرتها كمحترفة سنة 2000 وكانت تلعب باليد اليمنى، اعتزلت اللعب في 2015. أعلى تصنيف لها في الفردي كان 145. أعلى تصنيف لها في الزوجي كان 235.

## النهائيات

### الفردي (5–2)
| الحصيلة | الرقم | التاريخ        | الدورة                        | الأرضية | المنافس          | النتيجة         |
| ------- | ----- | -------------- | ----------------------------- | ------- | ---------------- | --------------- |
| الفوز   | 1.    | 12 مايو 2002   | زاتون، كرواتيا                | ترابية  | نينا براتشيكوفا  | 6–4 6–4         |
| الفوز   | 2.    | 05 أغسطس 2002  | غدينيا، بولندا                | ترابية  | مارتا دوماتشوسكا | 7–6 (9), 6–1    |
| الفوز   | 3.    | 26 أغسطس 2002  | بوخارست، رومانيا              | ترابية  | أولينا أنتيبيا   | 6–1 6–4         |
| الفوز   | 4.    | 29 سبتمبر 2002 | ترينتشياسكي تيبليسي، سلوفاكيا | ترابية  | هانا سروموفا     | 7–5 4-2 ret     |
| الفوز   | 5.    | 10 مارس 2003   | ماكارسكا، كرواتيا             | ترابية  | ساندا ماميتش     | 6–4, 6–2        |
| الوصافة | 1.    | 24 مارس 2003   | روما، إيطاليا                 | ترابية  | سوزانا كاتشوفا   | 3–6 7–6 (5) 0–6 |
| الوصافة | 2.    | 07 سبتمبر 2004 | فانو، إيطاليا                 | ترابية  | آنا ايفانوفيتش   | 2–6 4–6         |

## روابط خارجية
- ديليا سيسسيورينو على موقع رابطة محترفات التنس (الإنجليزية)
- ديليا سيسسيورينو على موقع الاتحاد الدولي لكرة المضرب (الإنجليزية)